# 中国高等教育文献保障系统
中国高等教育文献保障系统（China Academic Library & Information System，即CALIS），是中华人民共和国国务院批准的中国高等教育公共服务体系。利用该系统，可有效实现各种信息资源在系统内各成员之间共建、共知、共享，从而为高等教育服务。

## 简介
中国高等教育文献保障系统的全国管理中心设在北京大学，其下设有四个全国文献信息服务中心、七个地区文献信息服务中心。
- 四个全国文献信息服务中心
  - 文理中心：北京大学内
  - 工程中心：清华大学内
  - 医学中心：北京大学医学部内
  - 农学中心：中国农业大学内
- 七个地区文献信息服务中心
  - 东北地区中心：吉林大学内
  - 华东北地区中心：南京大学内
  - 华东南地区中心：上海交通大学内
  - 华中地区中心：武汉大学内
  - 华南地区中心：中山大学内
  - 西南地区中心：四川大学内
  - 西北地区中心：西安交通大学内